# ジュラシック・プラネット 恐竜の惑星
『ジュラシック・プラネット 恐竜の惑星』（原題：Planet Raptor）は、ゲイリー・ジョーンズ監督による2007年製作のテレビ放送向けSF映画。2004年放送のテレビ映画『ラプター・アイランド』の続編でもある。本作では、スティーヴン・バウアーが前作とは違う役で出演している。撮影はすべてルーマニアで行われた。本作は、ブラジルと日本においてDVDで発売された後に、2009年1月25日にアメリカで初放送された。

## 別タイトル
本作は、『Raptor Planet 2』、『Raptor Island 2: Raptor Planet』、『Jurassic Planet』という別題でも呼ばれている。

## あらすじ
2066年、惑星はラプトルによって完全に支配されていた。そのため、人類への唯一の希望は、海兵隊に託されたのだった。

## キャスト
- メイス・カーター大尉 - スティーヴン・バウアー
- アンナ・ロジャース博士 - ヴァネッサ・エンジェル（英語版）
- タイグーン - テッド・ライミ
- ジャクリーン・ムーア軍曹 - ミュゼッタ・ヴァンダー（英語版）
- パピー - ピーター・ジェイソン（英語版）